# Schnuffel
"Schnuffel" (pronúncia em alemão: [ʃnʊfəl]) é um coelho de animação criado em 2007 pela empresa de mídia alemã Jamba!. Este personagem é conhecido pelo seu hit "Kuschel Song" lançado em fevereiro de 2008, e que ficou em número 1 em mais de três países (Alemanha, Áustria e Lituânia). Uma curiosidade sobre o schnuffel é que ele foi primeiramente criado como um personagem de toque para telefones.

## Concepção e criação
Os primeiros conceitos do caráter de Schnuffel nasceram em 2 de julho de 2007. Um dia, um toque de schnuffel foi transformado em uma música de Sebastian Nussbaum e Andreas Wendorf e gravou sob o título "Kuschel Song" e lançou ela como single em fevereiro de 2008, e como resultado, a canção chegou imediatamente para o topo dos gráficos alemães e europeus. Depois que a música chegou ao topo dos gráficos austríacos e ao número 2 na Suíça, os planos foram feitos para liberar a música internacionalmente. Depois disso, as canções de schnuffel foram lançadas internacionalmente; em mais de 13 idiomas diferentes e 13 álbuns foram lançados, incluindo re-edição alemã e os álbuns internacionais. Schnuffel foi introduzido no mercado dos EUA em 17 de janeiro de 2010. O comercial de Schnuffel Ringtone já foi exibido na MTV, MTV2, Comedy Central, VH1 e ABC Family.
Devido a um aumento de interesse de produtores gregos, Schnuffel se virou para o mercado produzindo álbuns anteriores em grego. Com o interruptor para o mercado grego, a Sony não produziu esses CDs, em vez disso, a gravadora Heaven Records tomaram o seu lugar. Em 2012, schnuffel começou a lançar aplicativos para o sistema Android. O último foi lançado para Android no dia 23 de março de 2015 e mais tarde para o iOS também, tornando-o o terceiro aplicativo a ser lançado para o iOS, depois de "Schnuffel Bunny Hop" e "Schnuffel virtual pet".

## Vozes
O schnuffel é dublado por Grace Kaufman, Michaela Dean em Inglês, Karol Sevilla em espanhol.

## Discografia

### Álbuns
- 2008 – "Ich hab' Dich lieb"
- 2008/09 – "Winterwunderland"
- 2009 – "Komm Kuscheln"

### Singles
- "Kuschel Song"/"Snuggle Song" (2008)
- "Ich hab' Dich lieb" (2008)
- "Häschenparty" (2008)
- "Schnuffel's Christmas song" (2008)
- "Piep Piep" (2009)
- "Küss mich, halt mich, lieb mich" (2010)
- "DubiDubi Du" (2011)
- "Tut, Tut, Tut" (2011)
- "Jingle Bells" (2011)
- "Schmetterling" (2012)
- "Without you" (2014)